# Токарьово (Новичихинський район)
То́карьово (рос. Токарёво) — село у складі Новичихинського району Алтайського краю, Росія. Адміністративний центр та єдиний населений пункт Токарьовської сільської ради.

## Населення
Населення — 831 особа (2010; 1053 у 2002).
Національний склад (станом на 2002 рік):
- росіяни — 94 %